# پایان رنجها
پایان رنج‌ها فیلمی به کارگردانی  و نویسندگی مهدی رئیس فیروز ساختهٔ سال ۱۳۳۴ است.

## بازیگران
- مهین دیهیم
- عزت حسنعلی
- هوشنگ بهشتی
- منوچهر زمانی
- ملوک حسینی
- مهراقدس خواجه نوری
- نرسی صهبا
- مریم موسویان
- اسماعیل دریابیگی
- شوریده
- صدقی نژاد
- پوران